# 弓果黍
弓果黍（学名：Cyrtococcum patens）为禾本科弓果黍属下的一个种。种名patens意为伸展的。